# Bank für Gemeinwirtschaft

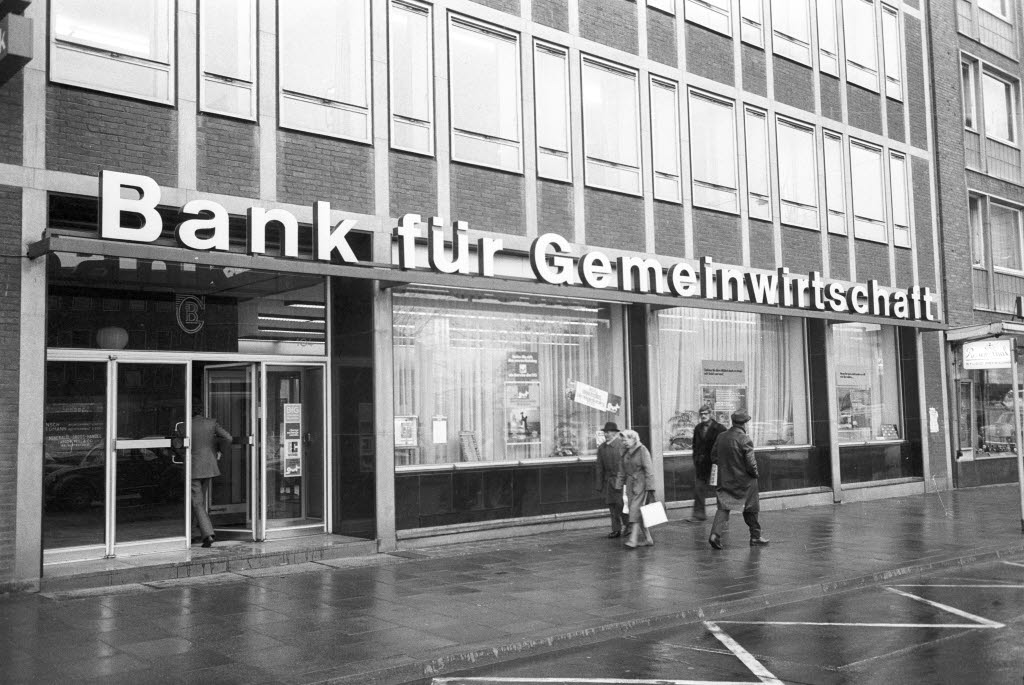
BfG-Filiale in der Kieler Holstenstraße (1972)

Die Bank für Gemeinwirtschaft (BfG), hervorgegangen aus den deutschen Gemeinwirtschaftsbanken, war ein Kreditinstitut, das im Jahr 2000 in der SEB AG aufgegangen ist. Das Privatkundengeschäft wird seit 2011 von der Santander Consumer Bank (Teil der spanischen Banco-Santander-Gruppe) weitergeführt.

## Geschichte
Als Gemeinwirtschaftsbanken wurden in Deutschland die Banken bezeichnet, die nach dem Zweiten Weltkrieg von den Gewerkschaften in Verbindung mit der Großeinkaufs-Gesellschaft Deutscher Consumvereine (GEG), der Wirtschaftszentrale der Konsumgenossenschaftsbewegung, gegründet wurden. Sie setzten die Tradition der schon in den Zwanzigern bestehenden kleineren Gewerkschaftsbanken und Bank-Einrichtungen der Konsumgenossenschaftsbewegung sowie der Bank der Arbeiter, Angestellten und Beamten fort.
Nach dem Zweiten Weltkrieg war von den Besatzungsmächten kein bundesweit agierendes Kreditinstitut erlaubt. Die GEG und die Gewerkschaften (die GEG hielt mit 25,06 % eine Schachtelbeteiligung, ebenso der DGB mit 25,14 %. Die restlichen 49,8 % hielten Einzelgewerkschaften) gründeten zwischen 1949 und 1950 deshalb sechs regionale Kreditinstitute mit einem Anfangskapital von je einer Million DM:
| Gründung           | Name                                               | Sitz              |
| ------------------ | -------------------------------------------------- | ----------------- |
| 26. August 1949    | Bank für Wirtschaft und Arbeit AG                  | München           |
| 17. September 1949 | Bank für Gemeinwirtschaft Nordrhein-Westfalen AG   | Düsseldorf        |
| 24. September 1949 | Bank für Gemeinwirtschaft AG                       | Hamburg           |
| 28. Januar 1950    | Bank für Gemeinwirtschaft AG Frankfurt/Main        | Frankfurt am Main |
| 15. Mai 1950       | Niedersächsische Bank für Wirtschaft und Arbeit AG | Hannover          |
| 22. August 1950    | Bank für Wirtschaft und Arbeit AG                  | Stuttgart         |
| 16. Oktober 1953   | Bank für Wirtschaft und Arbeit AG                  | Berlin            |

Die Bank für Wirtschaft und Arbeit AG in Berlin wurde 1953 als Tochtergesellschaft der Gewerkschaften und der Gemeinwirtschaftsbanken (hauptsächlich der Münchener Bank) mit nur geringer Beteiligung der Konsumgenossenschaften gegründet.
Die Konsumgenossenschaften nahmen an den Kapitalerhöhungen aller Banken der Folgejahre nicht teil. Ihr Anteil sank dadurch stetig.
Wenige Jahre nach der Fusion war dadurch aus der BfG eine fast reine Gewerkschaftsbank geworden. Am 1. April 1965 war der DGB mit 21 %, die Einzelgewerkschaften mit 74,696 % (davon IG Metall mit 24,5 % und IG Bergbau und Energie mit 22 %) und die Konsumgenossenschaften mit nur noch 4,22 % beteiligt. Die verbleibenden 0,084 % wurden von der BAWAG gehalten, mit der die BfG eine Überkreuzbeteiligung eingegangen war.
1963 wurde die Berliner „Bank für Wirtschaft und Arbeit“ eine Niederlassung der BfG.
Am 2. Dezember 1958 schlossen sich nach dem Ende des Zentralisierungsverbotes der Besatzungsmächte die Banken im Bundesgebiet zur Bank für Gemeinwirtschaft mit Sitz in Frankfurt und einem Grundkapital von 60 Mio. DM zusammen. Erster Vorstandsvorsitzender war Walter Hesselbach, der diese Funktion bis 1977 innehatte.
Die ersten Jahre waren durch ein starkes Wachstum geprägt. Neben dem Basiseffekt durch die Neugründung war vor allem die boomende Wirtschaft der Wirtschaftswunderjahre Grund des Wachstums.
| Jahr | Bilanzsummer    | Eigenkapital | Einlagen        | Kredite         | Mitarbeiter |
| ---- | --------------- | ------------ | --------------- | --------------- | ----------- |
| 1950 | 133,1 Mio. DM   | 5,9 Mio. DM  | 116,6 Mio. DM   | 59,7 Mio. DM    | 1400        |
| 1958 | 2.102,8 Mio. DM | 58,5 Mio. DM | 1.456,7 Mio. DM | 1.019,1 Mio. DM | 2000        |
| 1964 | 4.379,6 Mio. DM | 120 Mio. DM  | 2.945,9 Mio. DM | 2.337,7 Mio. DM | 3170        |

Die Bank wies zu dieser Zeit Gewinne aus und zahlte 1952 bis 1959 eine Dividende von 6 % und danach von 10 %.
Die Bank baute ein umfangreiches Geflecht an Tochtergesellschaften und Beteiligungen auf. So erwarb die Bank im Frühjahr 1964 17 % der Anteile der Badenia und beteiligte sich mit 12 % an der ADIG Allgemeine Deutsche Investment-Gesellschaft. 1963 wurden 50 % der Anteile an der holländischen Gewerkschaftsbank „N.V. Hollandsche Koopmansbank“ in Amsterdam und eine Beteiligung von 25 % an der „Internationalen Genossenschaftsbank“ in Basel als internationalen Verbund der Gewerkschaftsbanken erworben.
1974 wurde die Beteiligungsgesellschaft für Gemeinwirtschaft gegründet und avancierte zum Hauptaktionär.
1987 übernahm die Aachener und Münchener Beteiligungsgesellschaft die Aktienmehrheit.
1991 firmierte die Bank in BfG Bank AG um, wobei die drei Buchstaben keine Abkürzung mehr waren, sondern selbstständig als Name fungierten.
1993 übernahm der Crédit Lyonnais, Paris, die Aktienmehrheit.
2000 erwarb der schwedische Finanzkonzern Skandinaviska Enskilda Banken (SEB) 100 % der Aktien.
2001 firmierte die BfG AG in SEB AG um und verlor damit ihren eigenständigen Marktauftritt.
2011 übernahm die spanische Banco Santander das deutsche Privatkundengeschäft und das Filialnetz der SEB-Bank. Es firmiert jetzt unter Santander Bank Zweigniederlassung der Santander Consumer Bank AG (Deutschland).

## Tochtergesellschaften

### Bank für Sparanlagen und Vermögensbildung
1965 gründete die BfG die Bank für Sparanlagen und Vermögensbildung AG (BSV) durch Umbenennung der Kreditbank Hagen GmbH. Diese Bank sollte als Spezialkreditinstitut den Arbeitnehmern die Anlage der damals neu eingeführten vermögenswirksamen Leistungen ermöglichen. Bereits 1969 wurde das Produktspektrum um Baudarlehen und 1975 auf Ratenkredite ausgeweitet. Die Bank arbeitete ohne Filialen und war damit die erste Direktbank in Deutschland. 1981 war die BfG mit 51 Prozent Mehrheitsgesellschafter der BSV, Frankfurt am Main. Nach dem Verkauf der Anteile durch BfG und BGAG firmierte die Bank mehrfach um und ist heute unter der Firma ING-DiBa am Markt tätig.

### Deutsche Handelsbank
Ende 1990 erwarb die BfG von der Treuhandanstalt einen 2/3-Anteil an der Deutschen Handelsbank für 225,28 Millionen Mark. 2001 wurde die Deutsche Handelsbank auf die BfG verschmolzen.

## Geschäftspolitik

### Gemeinwirtschaft
Die Geschäftspolitik der Bank für Gemeinwirtschaft wurde durch das Prinzip der Gemeinwirtschaft bestimmt. Die BfG sollte nicht nur die Hausbank der Gewerkschaften und der Konsumgenossenschaftsbewegung sein, sondern nachweisen, dass eine Bank auch ohne privates Gewinnstreben im Gemeinwohlinteresse erfolgreich betrieben werden konnte.
Die BfG galt lange Zeit als Bank für kleine Leute und wurde wegen der erzielten Gewinne bis in die 1980er Jahre als „Perle“ der Gewerkschaftsunternehmen bezeichnet. Anfang der 1980er war sie kurz davor, die Commerzbank als drittgrößtes Kreditinstitut Deutschlands abzulösen. Sie litt danach unter Managementfehlern und nicht zuletzt unter dem Skandal um die Neue Heimat, der das Image aller Gewerkschaftsunternehmen beschädigte. Vor allem führte eine riskante Kreditpolitik (insbesondere Kredite an Staaten der dritten Welt und des ehemaligen Ostblocks) zu existenzbedrohenden Verlusten. Die Bank rutschte Mitte der 1980er Jahre in die negativen Zahlen, nur etwa ein Dutzend von rund 75 Filialen arbeiteten mit Gewinn.
So teilte die BfG das Schicksal der anderen gemeinwirtschaftlichen Unternehmen (z. B. Neue Heimat, co op AG, AHBR und zuletzt BAWAG in Österreich): Durch Misswirtschaft in die Krise geraten, kosteten diese Unternehmen die Gewerkschaften viel Geld und konnten nur als „normale“, gewinnorientierte Unternehmen am Markt bestehen.

### Allfinanz
Nachdem lange Zeit kein Käufer für eine Minderheitsbeteiligung gefunden wurde, verkaufte die BGAG eine Aktienmehrheit (50 % plus eine Aktie) an die Aachener und Münchener Beteiligungsgesellschaft (AM) abgegeben werden.
Strategisches Ziel der AM war eine Allfinanz-Geschäftspolitik: der Vertrieb von Bankprodukten und Versicherungen unter einem Dach.
1991 hat die Bank schwere Verluste hinnehmen müssen, insbesondere aus dem Bereich Auslandsfinanzierung im Osten, insbesondere Polen.
In der Folge gab es Massenentlassungen, die Zahl der Mitarbeiter und Filialen wurde unter dem Vorstandsvorsitzenden Paul Wieandt um ein Viertel reduziert. Drei Viertel der Führungskräfte mussten das Haus verlassen. Der Abschied von der Idee der Gemeinwirtschaft war ein Kulturschock. Die neuen Unternehmensleitsätze begannen mit dem Satz „Wir sind ein gewinnorientiertes Unternehmen“. Was für andere Unternehmen selbstverständlich war, war für die BfG ein Paradigmenwechsel.
Trotz dieser drastischen Sparmaßnahmen gelang der Aachener und Münchener Beteiligungsgesellschaft eine Sanierung nicht. Die Geschäftspolitik wurde auf wohlhabendere Kunden ausgerichtet, doch das widersprach dem Image der Bank und diese Kundenkreise konnten nicht gewonnen werden. Auch der Versuch, in einer Bank Versicherungsprodukte zu verkaufen, blieb erfolglos. Die BfG wurde als deutsches Tochterunternehmen an Auslandsbanken verkauft. 1992 erwarb der Crédit Lyonnais (CL) die Aktienmehrheit. Strategisches Ziel war die Bildung einer paneuropäischen Bank. Der CL geriet jedoch zeitgleich in eine schwere Krise. Die Rettung des CL war nur mit Hilfe massiver Unterstützung des französischen Staates möglich. Diese staatliche Subvention wurde von der EU nur unter Auflagen genehmigt. Eine dieser Auflagen war der Verkauf von mindestens der Hälfte der Auslandstöchter. Da die BfG allein die Hälfte des Auslandsvermögens ausmachte, wurde sie 2000 an die Skandinaviska Enskilda Banken verkauft.
Die BfG (bzw. ihre Nachfolgerin SEB) entwickelte verschiedene Produkte, die später Standardangebot anderer Banken wurden. Dazu gehörte der Sparbrief mit steigenden Zinsen im Laufe der Jahre als Mittel zur langfristigen Kundenbindung, das Konto inklusive aller Dienstleistungen zum monatlichen Einheitspreis und die Einführung des Kontos mit kostenloser Kreditkarte. Mit dem „Luxinvest Securarent“ (heute „SEB Luxinvest ÖkoRent“) brachte die BfG im Jahr 1989 einen der ersten deutschen „Öko“-Fonds auf den Markt.

## Werbung und Marketing
In den 1990er Jahren warb die BfG in einer bekannten Kampagne unter dem Slogan „Der Mensch · Das Leben · Die Bank“.

## Gebäude

### Hauptsitz

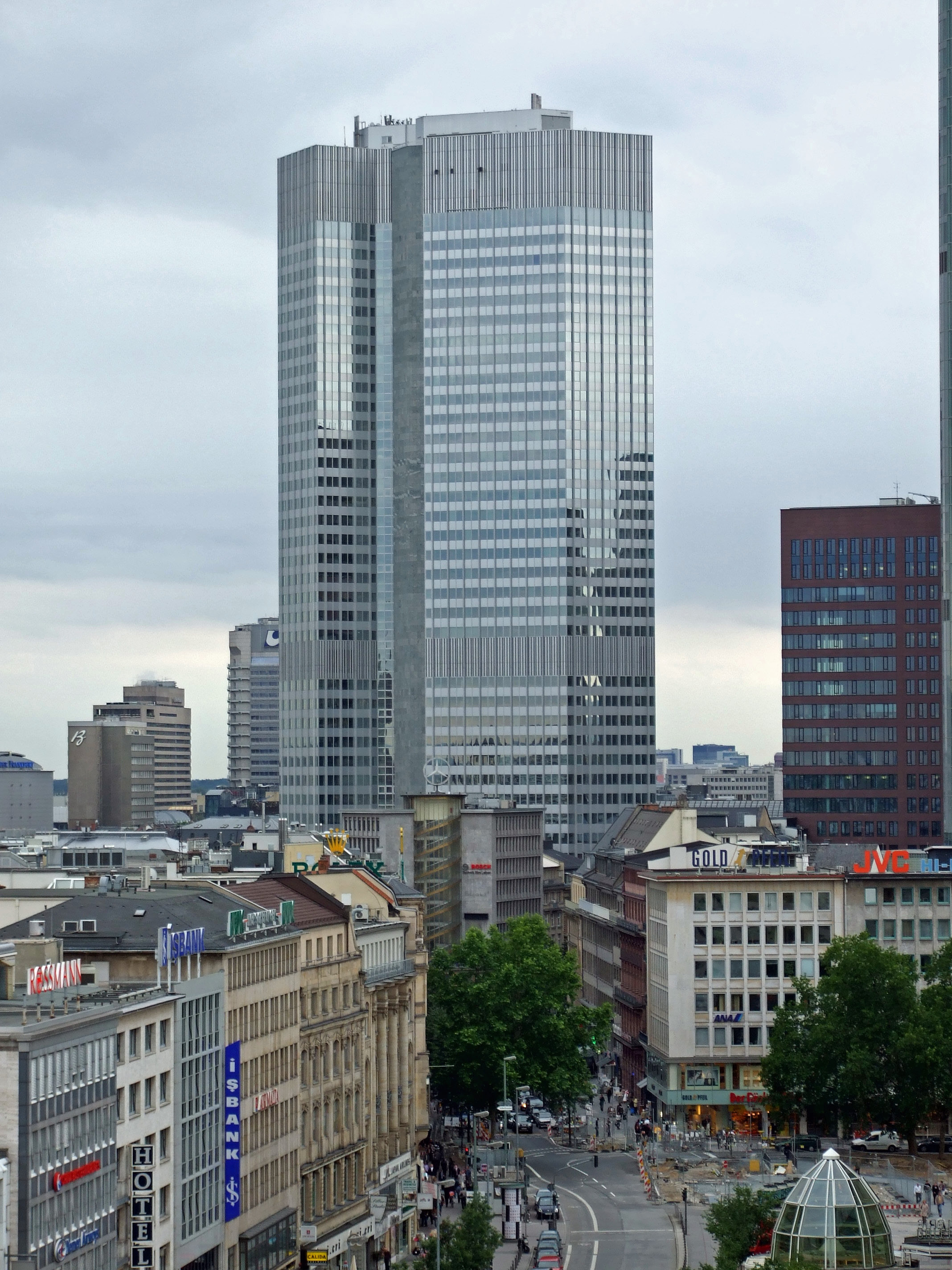
BfG-Hochhaus in Frankfurt am Main

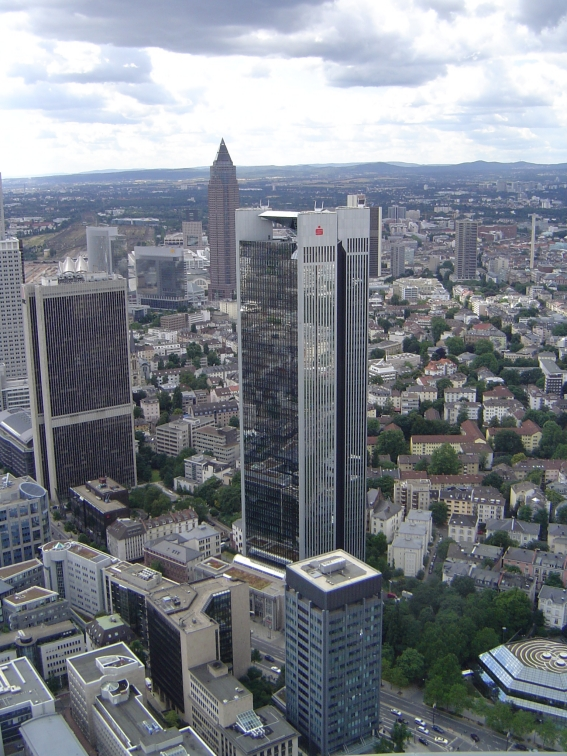
Das Trianon Gebäude in Frankfurt am Main

Die BfG schrieb in Frankfurt an der Hochhausgeschichte mit. Am 20. März 1964 eröffnete die Bank ihre neue Zentrale in der Mainzer Landstraße. Ehrengast bei der Eröffnung war Willy Brandt. Der Gebäudekomplex sollte aber mit dem Wachstum der Bank nicht Schritt halten. 1977 wurde das BfG-Hochhaus (der heutige Eurotower, 1998–2014 der Sitz der Europäischen Zentralbank) bezogen. Das Gebäude verfügte im Keller über einen Zugang zur U-Bahn-Station sowie über eine öffentliche Ladenpassage im Erdgeschoss. Die Geschossfläche von 78.000 m² war den Wachstumshoffnungen der Bank angepasst. Jedoch erfüllten sich diese nicht und die Bank musste Teile des Gebäudes in den 1980er Jahren untervermieten. Mit der zunehmenden Krise der Bank wurden sowohl das BfG-Hochhaus als auch die alte Hauptstelle an Investoren verkauft. Auf dem Gelände der alten Zentrale an der Mainzer Landstraße errichteten die Käufer das Hochhaus Trianon. 1993 zog die BfG als Mieter in dieses Hochhaus ein. Mit der Übernahme durch die SEB zog die Bank in ihre heutige wenig repräsentative Zentrale in der Ulmenstraße.

### Schulungszentrum
In den 1960er und 1970er Jahren errichteten die Frankfurter Großbanken im Taunus Schulungszentren, um nahe der Bankenstadt Frankfurt am Main aber doch ungestört im Grünen, die Mitarbeiter aus- und weiterbilden zu können. Die Commerzbank schuf das „Collegium Glashütten“ in Oberems, die Dresdner Bank ein Schulungszentrum in Königstein im Taunus, die Deutsche Bank das Franz-Heinrich-Ulrich-Haus in Kronberg im Taunus und die Bank für Gemeinwirtschaft 1984 eines in Oberursel.
Die BfG hatte für Mitarbeiterschulungen Ende der 1950er Jahre die Räume der damaligen DGB-Bundesschule (Fritz-Tarnow-Schule) in Oberursel genutzt. Ab 1966 diente die Emmershäuser Mühle dem gleichen Zweck. Mit dem Wachstum der Bank stieg der Bedarf an Schulungen an. Ausschlag für die Auswahl war die verkehrsgünstige Lage direkt an der Hohemarkstraße und der U3-Haltestelle „Kupferhammer“. Das Schulungszentrum, dass 2.500 Schulungen pro Jahr ermöglicht (die Bank hatte 1984 etwa 7.500 Mitarbeiter) entstand auf dem Grundstück einer ehemaligen Lederfabrik auf über 16 000 Quadratmeter Fläche am oberen Urselbach. Das dreistöckige Gebäude aus roten Ziegeln wurde durch die Neue Heimat Städtebau GmbH erbaut. Bau und Grundstück kosteten rund zwanzig Millionen Mark.

## Ausländische Gemeinwirtschaftsbanken
Zu den Gemeinwirtschaftbanken zählten ebenfalls die BAWAG, Wien und die Genossenschaftliche Zentralbank, Basel.

## Personen
Vorstandsvorsitzende:
- Walter Hesselbach (1958–1977)
- Diether Hoffmann (1977–1982)
- Thomas Wegscheider (1977–1990)
- Paul Wieandt (1990–1997)
- Karl-Heinz Hülsmann (1997–2000)

Vorstandsmitglieder
- Friedrich Simon wurde später Gründer des Bankhauses Friedrich Simon

Aufsichtsratsvorsitzende:
- Wolf-Dieter Baumgartl (–1993)
- François Gille (1993–1995)
- Michel Renault (1995–2000)